# Geoffrey af Monmouth
Geoffrey af Monmouth var præst og en af hovedpersonerne i den britiske historieskrivning. Geoffrey blev født omkring 1100 i Wales og af bretonsk afstamning. Efter eksamen ved universitetet i Oxford blev han ærkediakon i Llandaff (Monmouth) og i 1152 biskop i St Asaph. Han døde omkring 1154.
Geoffrey skrev flere interessante værker. Det tidligst udgivne var Prophetiae Merlini eller Merlins profetier, som Geoffrey skrev før 1135. Her præsenteres apokalyptiske beretninger, som om de var skrevet af Merlin, som før Geoffreys bog var kendt som Myrddin. Geoffrey ændrede måske navnet for at undgå den pinlige association til det franske ord merde. Da værket om den legendariske profet var det første, som blev udgivet på et ikke-brythonsk sprog, blev det flittigt læst, og dets profetier blev betragtet som sande, omtrent som Nostradamus' profetier flere århundreder senere.
Næste bog var Historia Regum Britanniae, De britiske kongers historie. Værket handler om Storbritanniens konger før saksernes tid og indeholder flere legender af tvivlsom sandhedsværdi. Fx at Aeneas var de første britiske kongers stamfader. I dette værk, som i flere århundreder har påvirket forfattere og britiske historikere, nævnes kong Arthur og kong Lear første gang.
Geoffreys sidste værk var Vita Merlini, Merlins liv, som han skrev mellem 1149 og 1151. Heri gengiver Geoffrey sin version af ældre walisiske fortællinger.